# Turnia nad Kaskadami

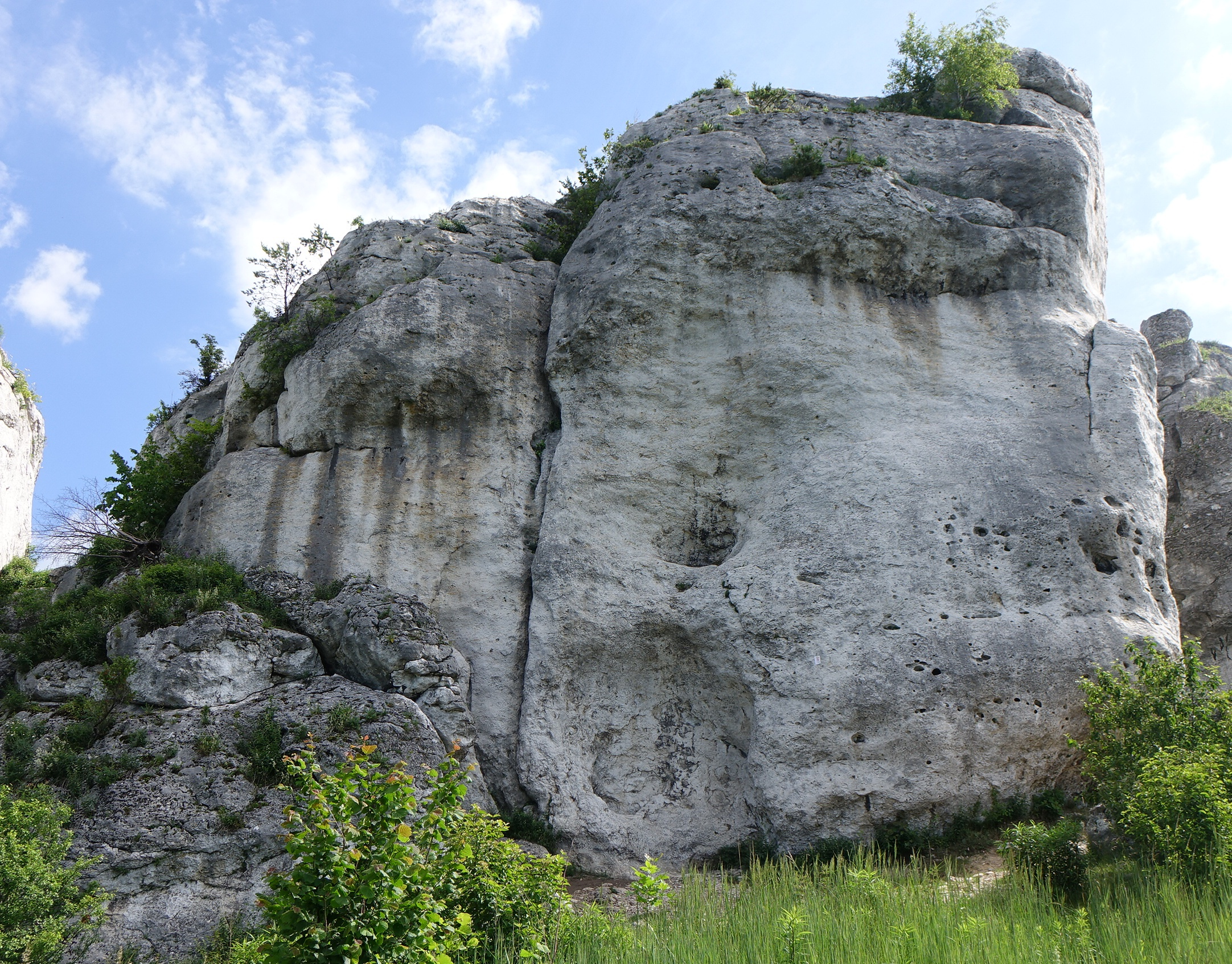
Turnia nad Kaskadami od południowego zachodu

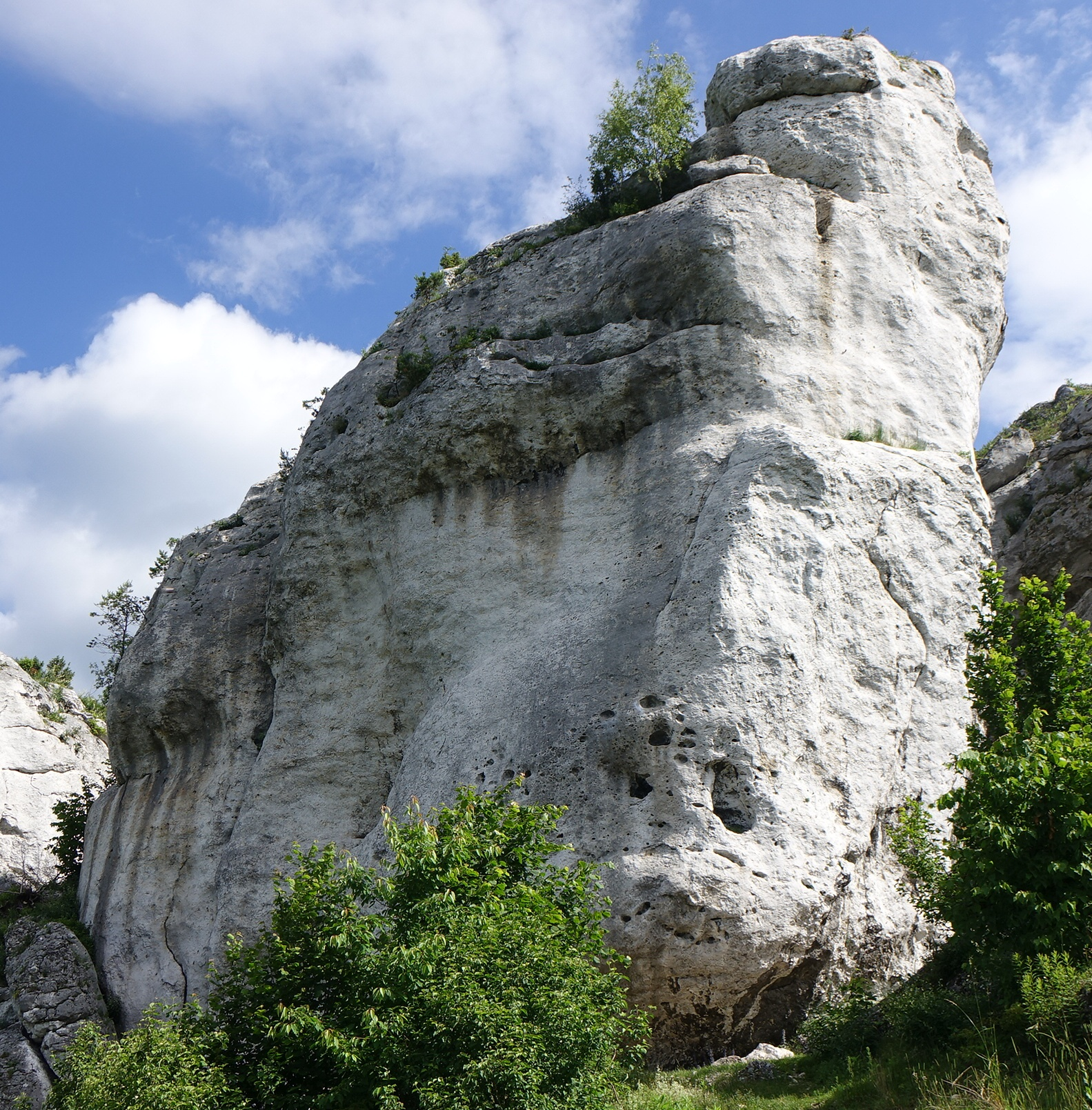
Turnia nad Kaskadami od południowego wschodu

Turnia nad Kaskadami – skała na Górze Zborów na Wyżynie Częstochowskiej, w obrębie wsi Kroczyce w województwie śląskim, powiecie zawierciańskim, w gminie Kroczyce. Znajduje się w grupie wielu skał tego wzniesienia, pomiędzy skałą Wielki Młynarz w grupie Młynarzy i Skałą z Mysim Trawersem.
Zbudowane z wapieni skały Góry Zborów to jeden z bardziej popularnych rejonów wspinaczki skalnej w okolicach Podlesic. Znajdują się w obrębie rezerwatu przyrody Góra Zborów, na określonych warunkach dopuszczono jednak na nich wspinaczkę. Turnia nad Kaskadami ma wysokość 12–22 m, znajduje się na otwartym terenie, ma ściany połogie, pionowe lub przewieszone z kominem, filar i zacięciem. Wspinacze poprowadzili na niej 29 dróg wspinaczkowych o trudności od VI do VI.6+ w skali Kurtyki. Drogi wspinaczkowe o wystawie wschodniej, południowo-wschodniej, południowej i północno-wschodniej. Większość z nich ma zamontowane stałe punkty asekuracyjne: ringi (r), spity i stanowiska zjazdowe (st) lub dwa ringi zjazdowe (drz), na pozostałych wspinaczka tradycyjna (trad).

## Drogi wspinaczkowe
Turnia nad Kaskadami I
1. Blokada Młodego; 4r + st, VI.4/4+, 14 m
2. Włócznia św. Maurycego; 6r + st, VI.4/4+, 14 m
3. Maszyna do szycia; 5r + st, VI.3+, 14 m
4. Miłość w windzie; 7r + st, VI.3+, 14 m
5. Wrzeciono prawe; VI+, trad, 20 m
6. Sokowirówka; 7r + st, VI.3, 21 m
7. Pieścidełko; 7r + st, VI.3+, 21 m
8. Boska sokowirówka; 10r + st, VI.4+, 23 m
9. Kaprys bogów; 10r + st, VI.5+, 22 m
10. Grek Korba; 8r + st, VI.5, 22 m
11. Trawers sprawiedliwych; 10r + st, VI.3, 27 m
12. Hattin - rzeź templariuszy; 7r + st, VI.4+, 22 m
13. Zaklęte rewiry; 9r + st, VI.4+/5, 22 m
14. Filar wyklętych; 9r + st, VI.1, 24 m
15. Śniadanie mistrzów; 9r + st, VI.2+, 24 m
16. Bula bula; 9r + st, VI.4, 23 m

Turnia nad Kaskadami II
1. Organ golgi tendon (Salmonella); 4r + st, VI.3+, 24 m
2. Epidemia strachu; 6r + st, VI.4/4+, 23 m
3. Science fiction; 8r + st, VI.4+, 23 m
4. Sportland na Mściwoja; 9r + st, VI.6/6+, 23 m
5. Łowca dziurek; 9r + st, VI.5+/6, 23 m
6. Wściekłe psy; 6r + st, VI.6+, 22 m
7. Wściekłe pięści węża; 7r + st, VI.4+, 22 m
8. Kill Bill; 8r + 1s + st, VI.6+, 25 m
9. Idą łysi; 6r + st, VI.5/5+, 15 m
10. Pogróżki dziadków; 4r + st, VI.2, 15 m
11. Lewe kaskady; VI, trad, 14 m
12. Prawe kaskady; drz, VI+, 13 m
13. Mysi trawers; VI+, 20 m[3].

W Turni nad Kaskadami znajduje się Schronisko w Lewych Kaskadach.

## Piesze szlaki turystyczne
Obok skały biegną dwa szlaki turystyczne.
 Szlak Orlich Gniazd: Góra Janowskiego – Podzamcze – Karlin – Żerkowice – Morsko – Góra Zborów – Zdów-Młyny – Bobolice – Mirów – Niegowa.
 Szlak Rzędkowicki: Mrzygłód – Myszków – Góra Włodowska – Rzędkowickie Skały – Góra Zborów (parking u stóp góry)